# The Beguiled
The Beguiled (bra: O Estranho Que Nós Amamos; prt: Ritual de Guerra) é um filme estadunidense de 1971, dos gêneros drama de guerra e suspense, dirigido por Don Siegel, com roteiro de Albert Maltz e Irene Kamp baseado no romance The Beguiled, de Thomas Cullinan.

## Sinopse
Próximo ao término da Guerra Civil Americana, um cabo ianque é ferido gravemente na perna durante um tiroteio na Louisiana. Socorrido num internato feminino confederado, sua presença perturba profundamente aquelas mulheres, que vivem isoladas ali há anos.

## Elenco
- Clint Eastwood .... John McBee McBurney
- Geraldine Page .... Martha Farnsworth
- Elizabeth Hartman .... Edwina Dabney
- Jo Ann Harris .... Carol
- Darleen Carr .... Doris
- Mae Mercer .... Hallie
- Pamelyn Ferdin .... Amelia (Amy)
- Melody Thomas Scott .... Abigail
- Peggy Drier .... Lizzie